# Інтерзона (часопис)
Інтерзона (англ. Interzone) — напівпрофесійний фентезійний і науково-фантастичний журнал Великої Британії, створений на початку 1980-х років кількома діячами британського фандому з метою об'єднання фантастів Сполученого Королівства.

## Історія
Задуманий як видання для письменників, видавців і здобувачів, а не для широкого загалу, перший номер фензину «Interzone» вийшов навесні 1982 року. Матеріал щоквартального фензину, якого названо на честь місця дії роману Вільяма Берроуза «Голий ланч» (1959 рік), переважно складався з критичних статей, оглядів, рецензій і творів авторів-початківців. Початкова команда ентузіастів, завдяки яким і з'явився журнал, нараховувала 8 осіб: Джон Клют (англ. John Clute), Алан Дорі (англ. Alan Dorey), Малкольм Едвардс (англ. Malcolm Edwards), Колін Ґрінленд (англ. Colin Greenland), Грем Джеймс (англ. Graham James), Роз Кавеней (англ. Roz Kaveney), Саймон Аунслі (англ. Simon Ounsley) і Девід Прінґл (англ. David Pringle). Однак, до осені 1985 року (коли вийшов 13 випуск журналу) з восьми залишилося лише двоє: Аунслі та Прінґл, який займав пост головного редактора.
Творці журналу жодних грошей за роботу не отримували, іноді надходили приватні пожертвування (1984 року щедре пожертвування зробив сер Клайв Сінклер) і фінансова допомога сторонніх (переважно від громадських організацій у галузі культури). Від 1984 року редакція журналу ввела читацьку премію (англ. Interzone Poll), яку вручають на підставі голосування читачів «Interzone».
Після виходу 24-го номера влітку 1988 року, з вересня «Interzone» почав виходити раз на два місяці, до 34-го номера в березні 1990 року). Потім журнал почав з'являтися раз на місяці. Через деякі зриви графіка, з 2003 року «Interzone» виходить раз на два місяці (6 номерів на рік).
2004 року Прінгл продав журнал видавничому дому «TTA Press» і пішов у відставку, головним редактором став представник цього видавництва — Енді Кокс (англ. Andy Cox). У 2006 році Американська асоціація письменників-фантастів виключила «Interzone» зі списку професійних журналів, через низькі ціни і тираж.

## Нагороди та номінації
З 1986 року «Interzone» щорічно номінувався на «Г'юґо» в категорії найкращий напівпрофесійний журнал, і став лауреатом 1995 року.